# باشگاه فوتبال بالستیر خالصه
باشگاه فوتبال بالستیر خالصه یک باشگاه فوتبال حرفه‌ای مستقر در توآ پایو، سنگاپور است که در لیگ برتر سنگاپور رقابت می‌کند. این باشگاه که در سال ۱۸۹۸ تأسیس شد، قدیمی‌ترین باشگاه فوتبال این کشور محسوب می‌شود. این باشگاه یک بار قهرمان جام سنگاپور، جام اتحادیه سنگاپور و جام حذفی سنگاپور شده است.
باشگاه بالستیر خالصه چهارمین باشگاه قدیمی در قاره آسیا و قدیمی‌ترین باشگاه در منطقه جنوب شرقی آسیا است.